# Stirtodon
Stirtodon — рід вимерлих клоакальних тварин, що жили в Австралії в ранній крейдовий період. Типовий вид — Stirtodon elizabethae.

## Викопні знахідки
Стиртодон відомий лише за викопним зубом із формації Гріман-Крік у Лайтнінг-Рідж на півночі Нового Південного Уельсу. Тварину описали у 2020 році. У цьому ж районі також були знайдені скам'янілості клоакальних тварин Steropodon і Kollikodon.

## Характеристика
На підставі викопного зуба неможливо судити про те, наскільки великим був Stirtodon, але це, безперечно, одна з найбільших відомих клоакальних тварин.